# Andrea Demirović
Andrea Demirović (Podgoritza, 17 de junho de 1985) representou Montenegro no Festival Eurovisão da Canção 2009, em Moscovo, na Rússia. Com a canção "Just Get Out of My Life", ela alcançou uma semifinal do festival e terminou em 11.º lugar. 
Deu-se a conhecer ao público montenegrino em 2002, quando participou do festival Sunčane Skale em Herceg Novi apresentando as suas músicas "Sta Ce Mi Dani" e "Planina". Em 2012, ela obteve um outro sucesso com "Odlazim", uma das canções com as quais representou Montenegro no Concurso da Canção do Báltico de 2013.
A par de cantar, Andrea Demirović estudou Pedagogia da Música, sendo professora de música. Em 2022, Andrea entrou na política como candidata a vereadora pela coligação política Prava stvar - Zajedno Bar (em português, "A coisa certa. Juntos, Bar"), mas continuou fazendo música.